# Erythroneura cymbium
Erythroneura cymbium är en insektsart som beskrevs av Mcatee 1920. Erythroneura cymbium ingår i släktet Erythroneura och familjen dvärgstritar. Inga underarter finns listade i Catalogue of Life.